# クラクフ歌劇場

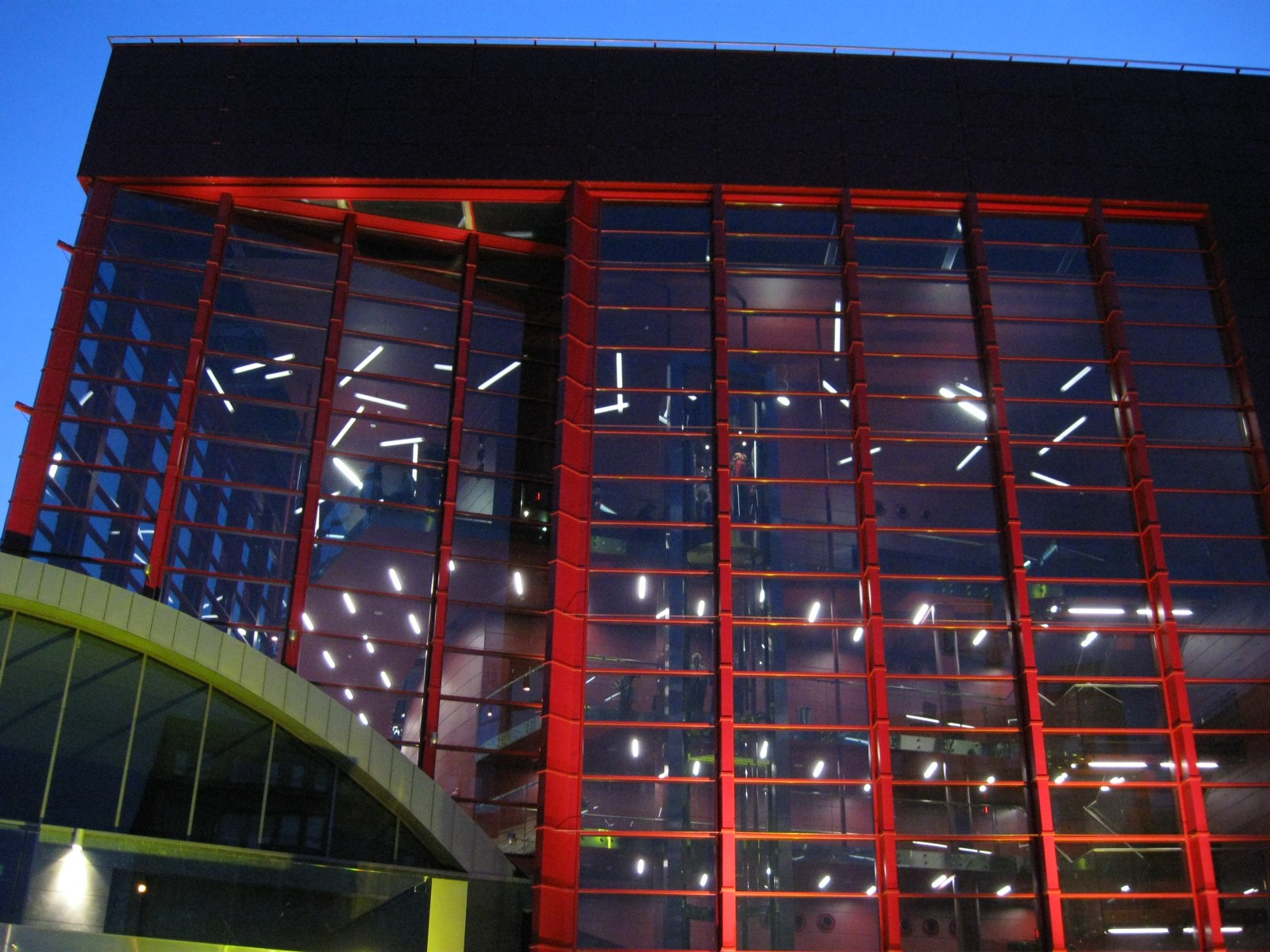
クラクフ歌劇場

クラクフ歌劇場（Opera Krakowska）は、ポーランド・クラクフ（ul. Lubicz 48 31-512 Kraków）にある歌劇場。創設は1954年。
オペラ・バレエ・オペレッタを初め、若い世代向けのミュージカル等、一年間に200回を超える公演が催され、毎回ほぼ満席状態で客席が埋め尽くされる。クラシックでのインターナショナルな重要レパートリーとポーランド人作曲家の作品等を得意とし、国内歌劇場のレベル向上に率先して貢献している。
2008年秋にオープンしたばかりの新歌劇場はクラクフ駅付近で市の中心部に位置する。
近代的な外観とモダンな舞台装置、又客席は760席と、オペラの公演に適した構造となっている。
舞台総監督は演出家のLaco Adamik、音楽監督は指揮者のTomasz Tokarczyk、両者共にポーランド国内並び海外にて活躍する実力派で、これからのクラクフ歌劇場の発展に欠かせない人物である。

## 関連リンク
公式ホームページ